# ميخائيل كلانسي
ميخائيل كلانسي هو دبلوماسي وسياسي بريطاني، ولد في 31 مارس 1949، وتوفي في 23 فبراير 2010 بسبب سرطان.